# بحيرة توداها
بحيرة تاوداها (بالإنجليزية: Taudaha Lake)‏ هي بحيرة صغيرة تقع في ضواحي كاتماندو في نيبال.

## الأصول الأسطورية
ترجع تسمية بحيرة توداها، من مزيج من الكلمة النيوارية «تو»، وتعني ثعبان و كلمة «داها»، وتعني بحيرة أي بحيرة الثعبان. يُعتقد أن البحيرة عبارة عن بركة من بقايا البحيرة الضخمة التي كانت موجودة في السابق حيث تقع الآن مدينة كاتماندو. وفقًا للأساطير، قام مانجوشري، وهو شخصية أسطورية بوذية، بقطع التل في جنوب الوادي، مما جعل مياه البحيرة تجف، وبالتالي خلق الأرض التي استوطنها واستغلها الإنسان. تشير الثقافة الشعبية إلى أن هذا "القطع" في التل هو مضيق جوبار، وهو ممر ضيق يخرج منه نهر باغماتي من وادي كاتماندو. بعد أن جفت مياه البحيرة القديمة، أنشئ عدد قليل من البحيرات والبرك الصغيرة وراء التلال. ويعتقد أن توداها هي إحدى تلك البرك.
عندما جفّت البحيرة، ترك عدد لا يحصى من الناغا، وهي مخلوقات أسطورية نصف بشرية ونصف ثعبان، بلا مأوى. هذا جعل ناغا ملك كاركوتاك غاضبًا. من أجل تهدئة غضبه، بنى السكان المحليون الذين يعيشون بالقرب من توادي قصرًا تحت الماء، مرصعًا بالأحجار الكريمة وثروات تفوق الخيال. كان الملك الثعبان مسرورًا وحكم رعاياه الثعبان في مملكتهم تحت الماء. كما وعد الملك بحماية البشر الذين يعيشون حول البحيرة، بشرط ألا تتعطل هدوء مسكنه المائي. بسبب هذا حتى اليوم لا يسبح السكان المحليون أو يصطادون في البحيرة.

## الحيوانات
سُجلت أنواع مختلفة من الطيور التي يعيش العديد منها، وبعضها مهاجر صيفي والباقي مهاجرون في فصل الشتاء. بعض الطيور المقيمة تشمل الطائرة الحدأة السوداء، الدرونغو الأسود، بلشون القطعان، العقعق الشرقي أبو الحناء، المينة الشائعة، غراب الغابة، الدرة المطوقة، القاوند أبيض الصدر والبلبل الإفريقي الجنوبي. خطاف المخازن وطيور الوقواق الهندية من زوار الصيف، في حين أن مهاجري الشتاء يشملوا طائر الغاقة العظيمة، الشهرمان الأمغر، أبو المجرفة الشمالي، البط البري، البط السماري، الغرة الأوراسية، البلبول الشمالي، والحذف الشتوي.
توجد أنواع كثيرة من الأسماك في البحيرة. أهمها المبروكة الكبيرة. فيما أدخل الشبوط الشائع، مبروكة الزبدية، مبروك الحشائش، مبروك كبير الرأس والمبروك الملون إلى البحيرة. أدت هذه الأنواع غير الأصلية إلى تعطيل النظام البيئي وتنافس الأنواع الأصلية. تشمل أنواع الأسماك المحلية أسماك القرموط ورؤوس الأفاعي.
عُثر على عدد من الثدييات مثل ابن آوى الذهبي والنمس الرمادي الهندي والعديد من القوارض الأخرى حول البحيرة.
في كثير من الأحيان يُشاهدُ العارضة متقلب وسحلية الحديقة الشرقية من أنواع الزواحف.

## الطيور المهاجرة
البحيرة، التي يمكن القول إنها الجسم المائي النظيف الوحيد المتبقي في وادي كاتماندو، هي محطة توقف للعديد من أنواع الطيور المهاجرة. في الشتاء، يمكن رؤية مئات الطيور المائية في البحيرة وحولها. بحيرة توداها هي واحدة من المواقع الهامة لمشاهدة الطيور.

## معرض الصور

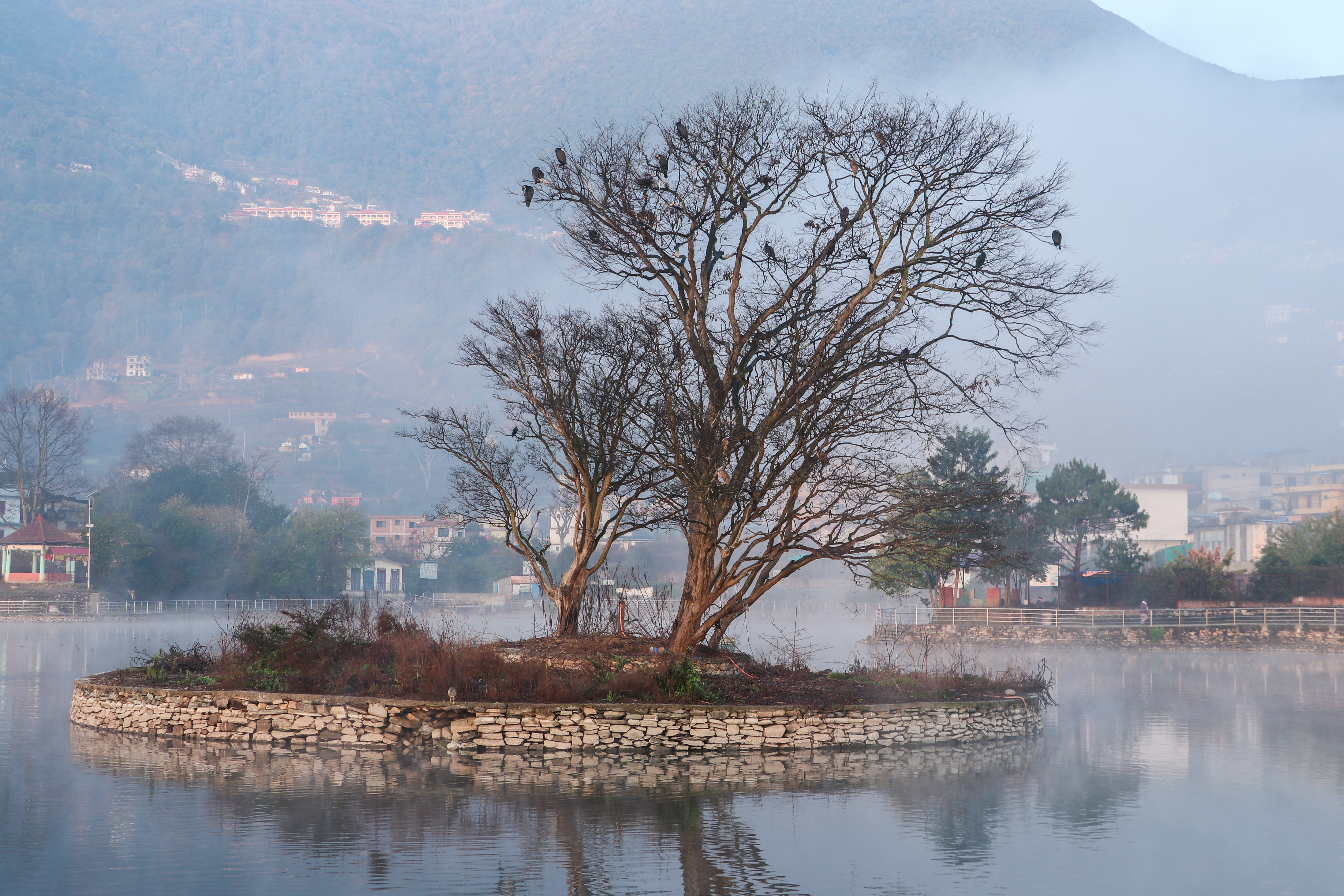
جزيرة بحيرة تاوداها الصغيرة
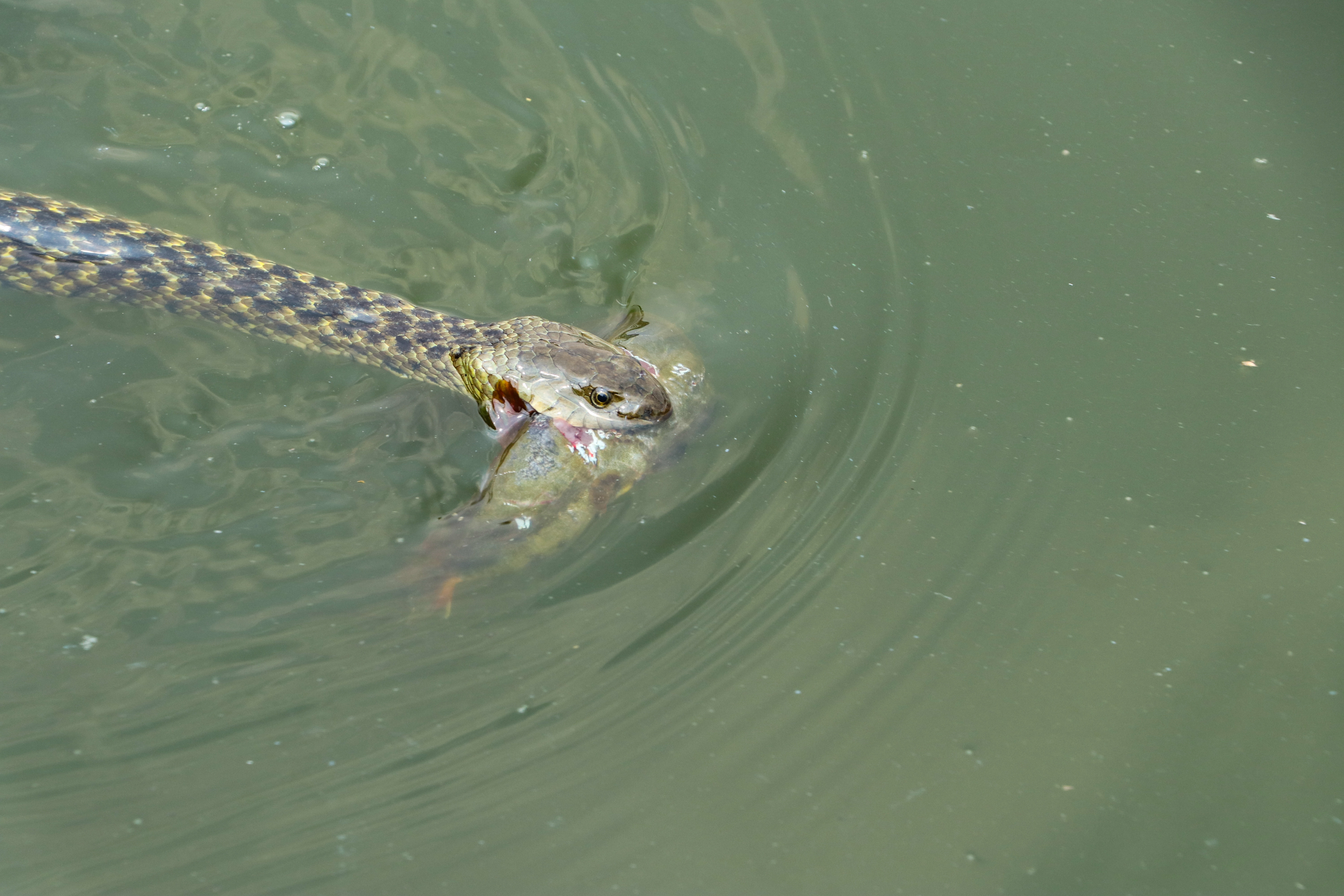
عارضة متقلب في بحيرة تاوداها
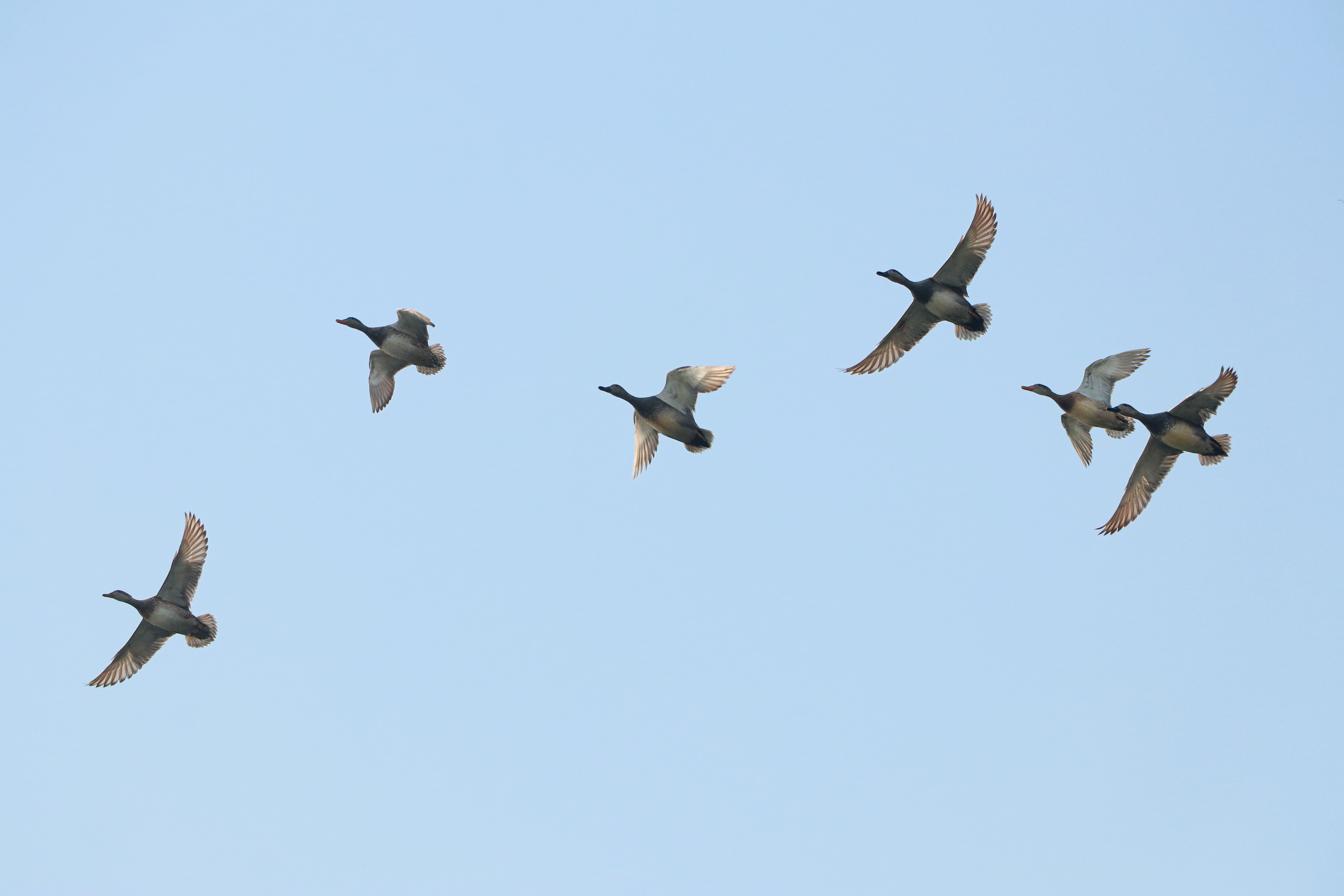
جادوال في الرحلة
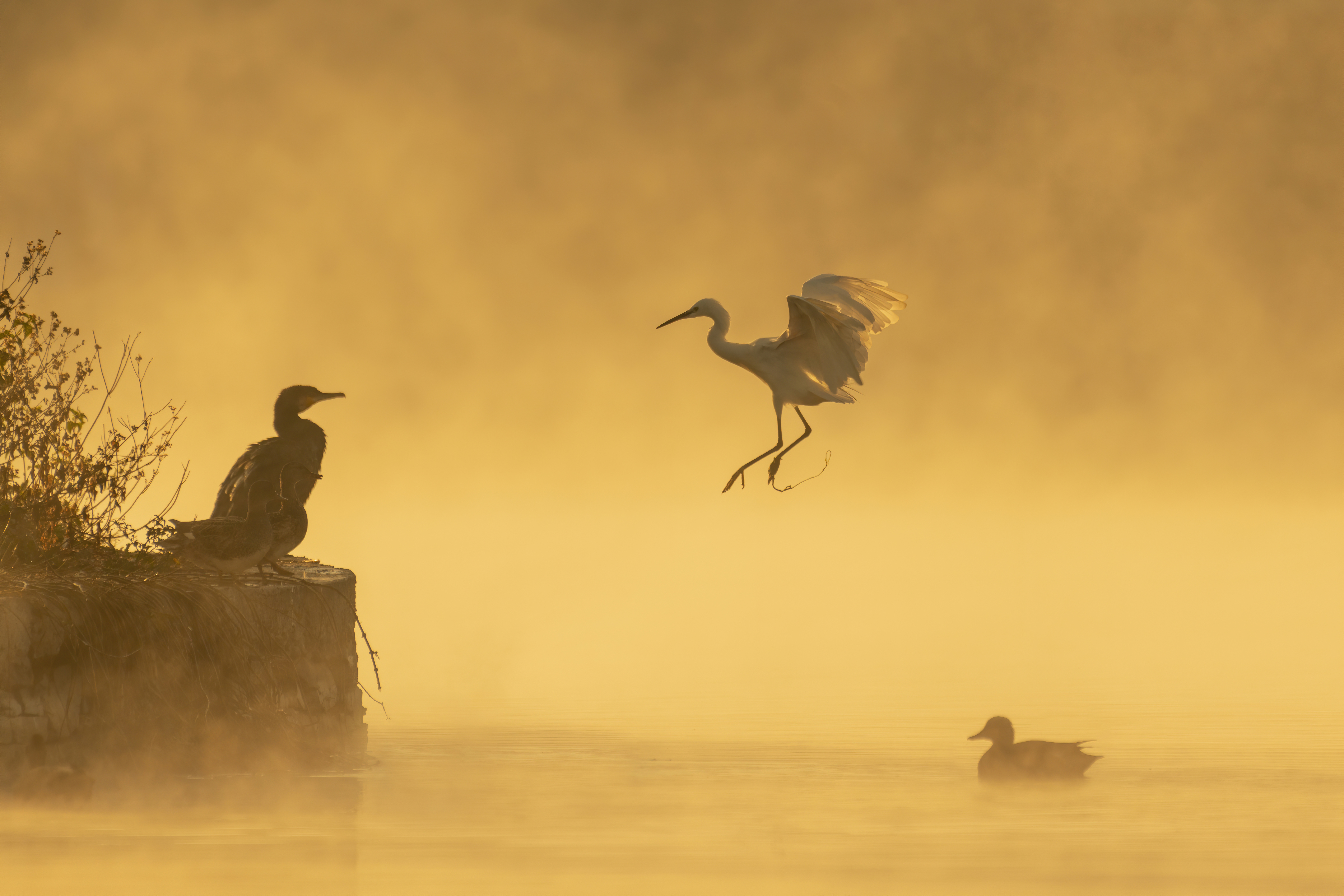
طائر الغاقة الكبيرة والبلشون الأبيض الصغير والبط السماري في بحيرة تاوداها
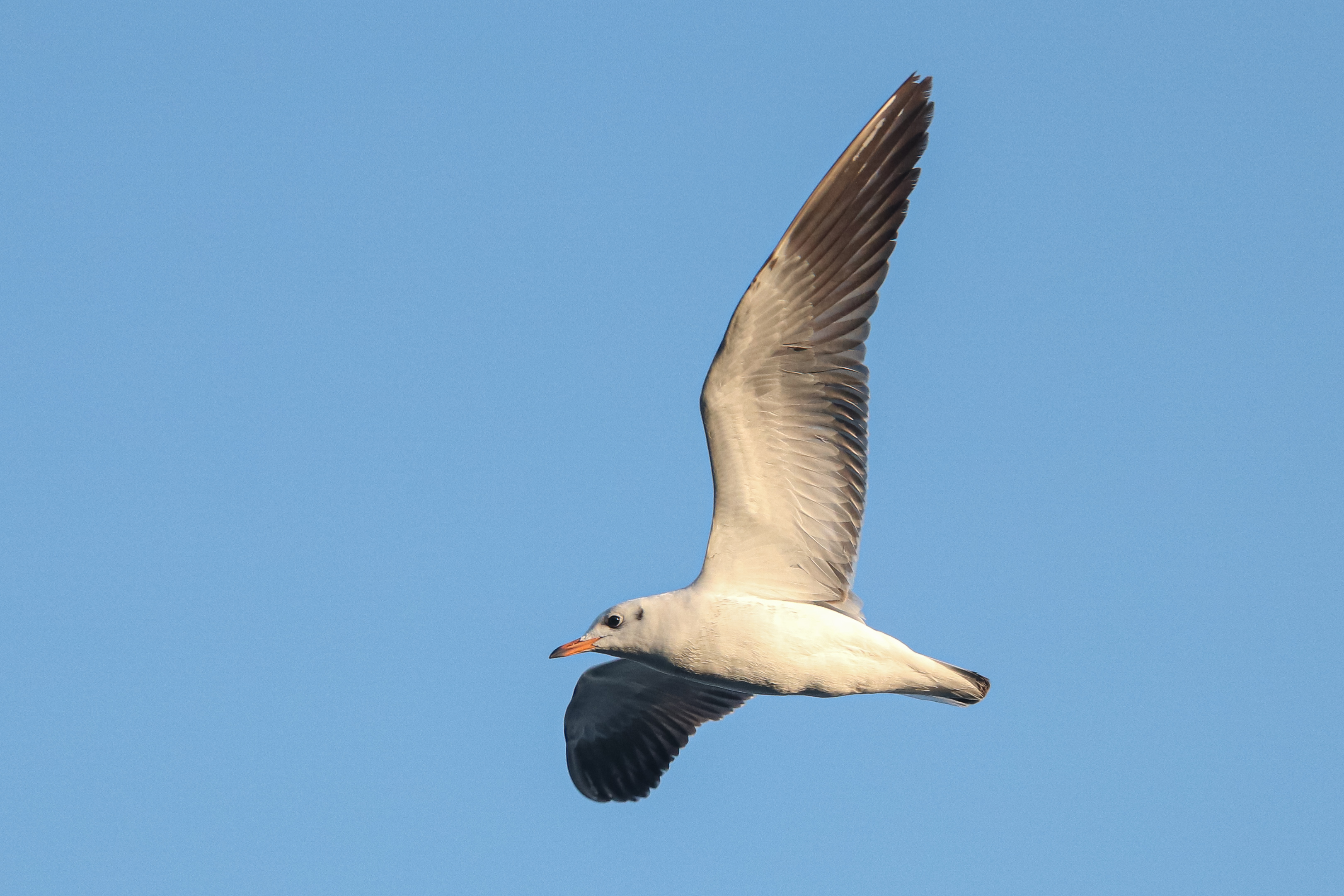
نورس يحلق فوق بحيرة تاوداها
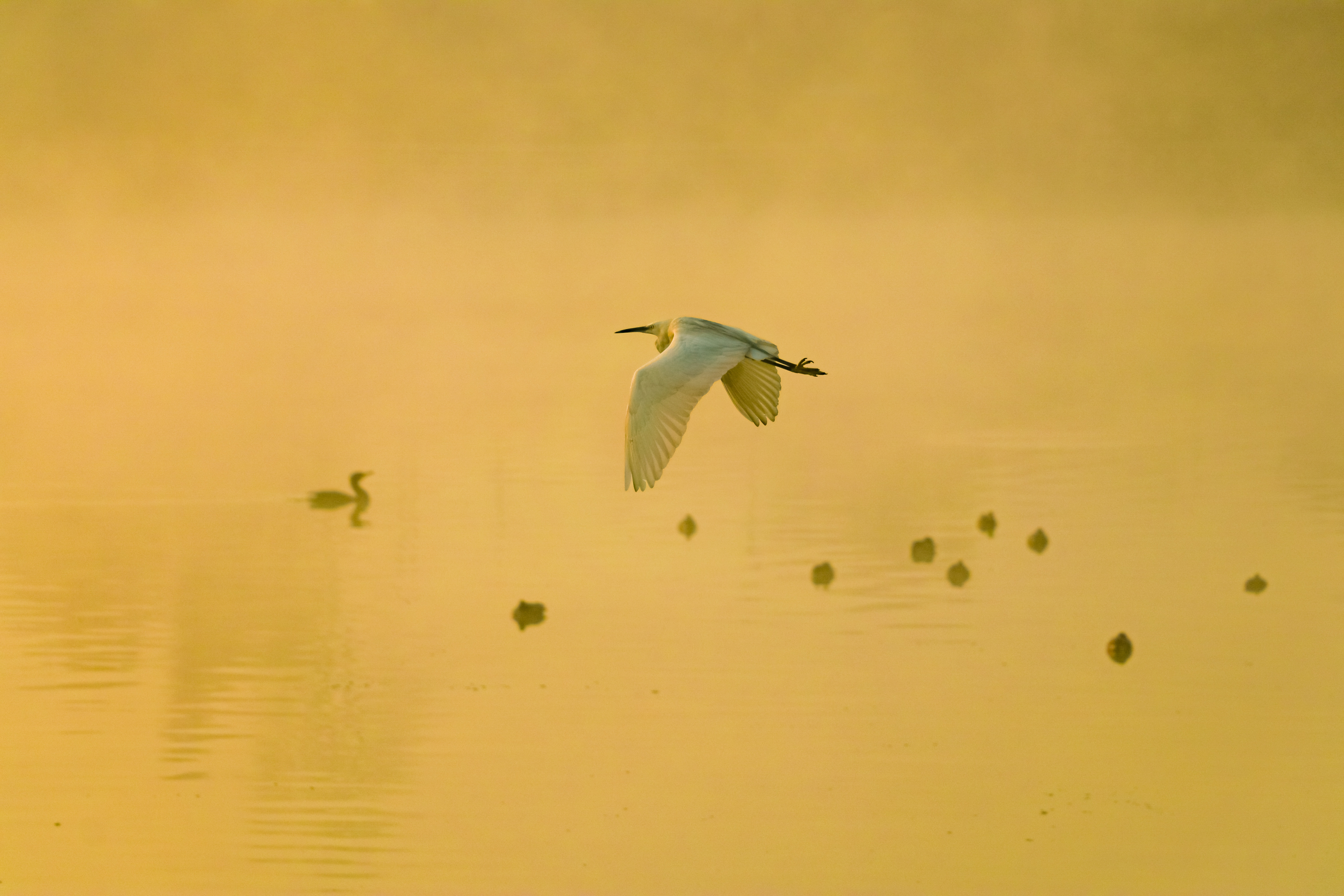
الطيور عند الفجر في بحيرة تاوداها والضباب ينيره ضوء الشمس
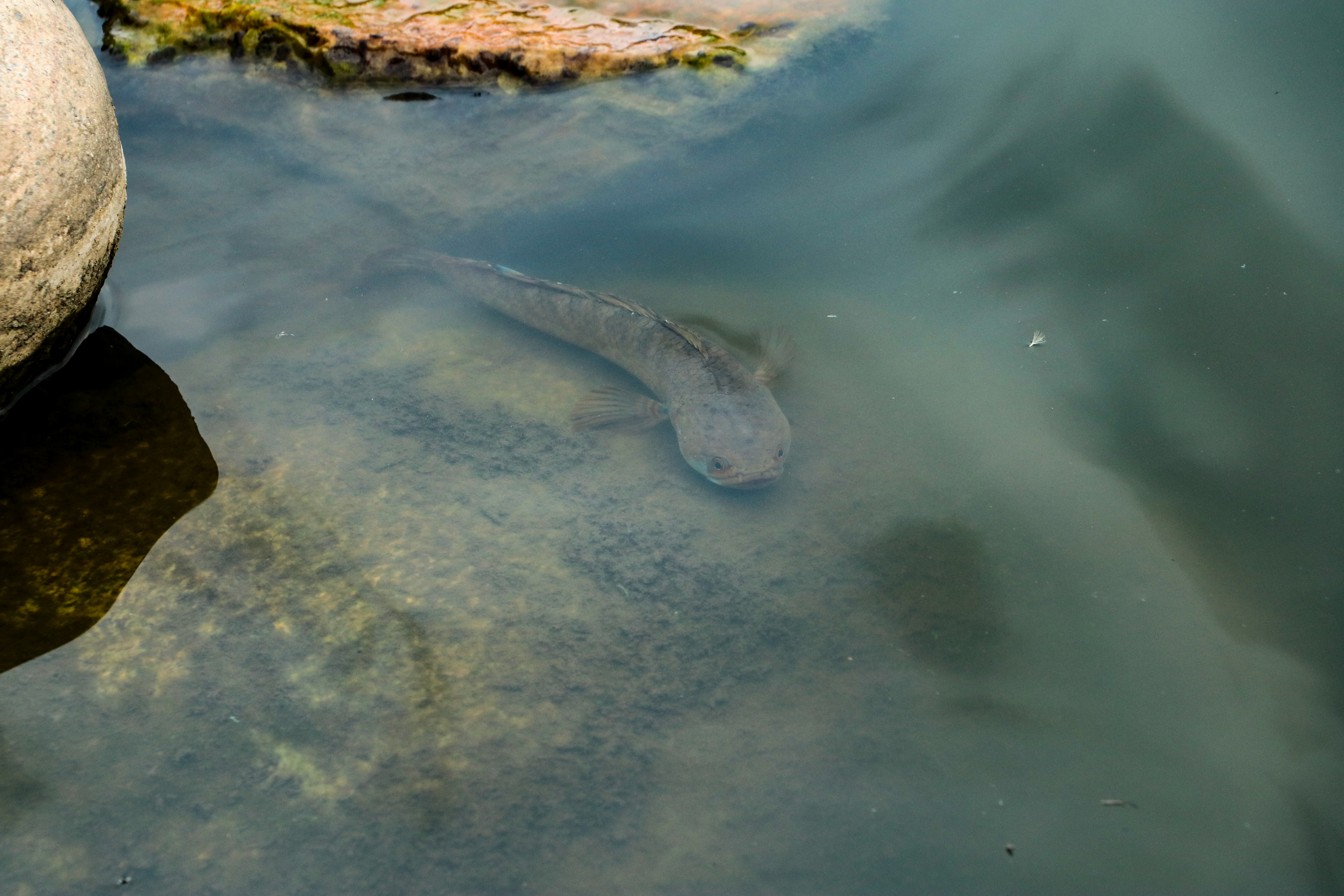
رأس الأفعى في بحيرة توداها
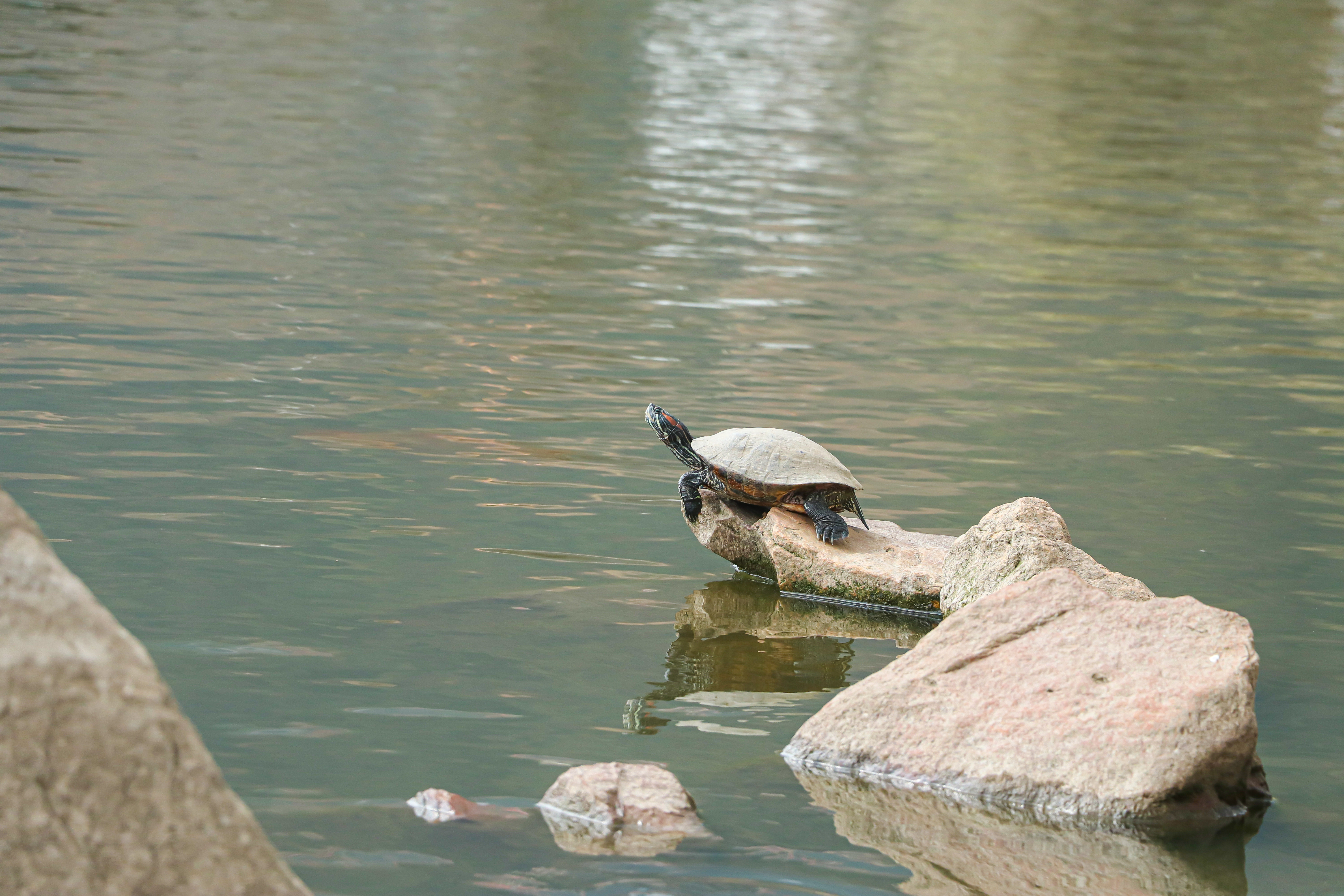
السلحفاة المنزلقة ذات الأذن الحمراء تتشمس في بحيرة تاوداها
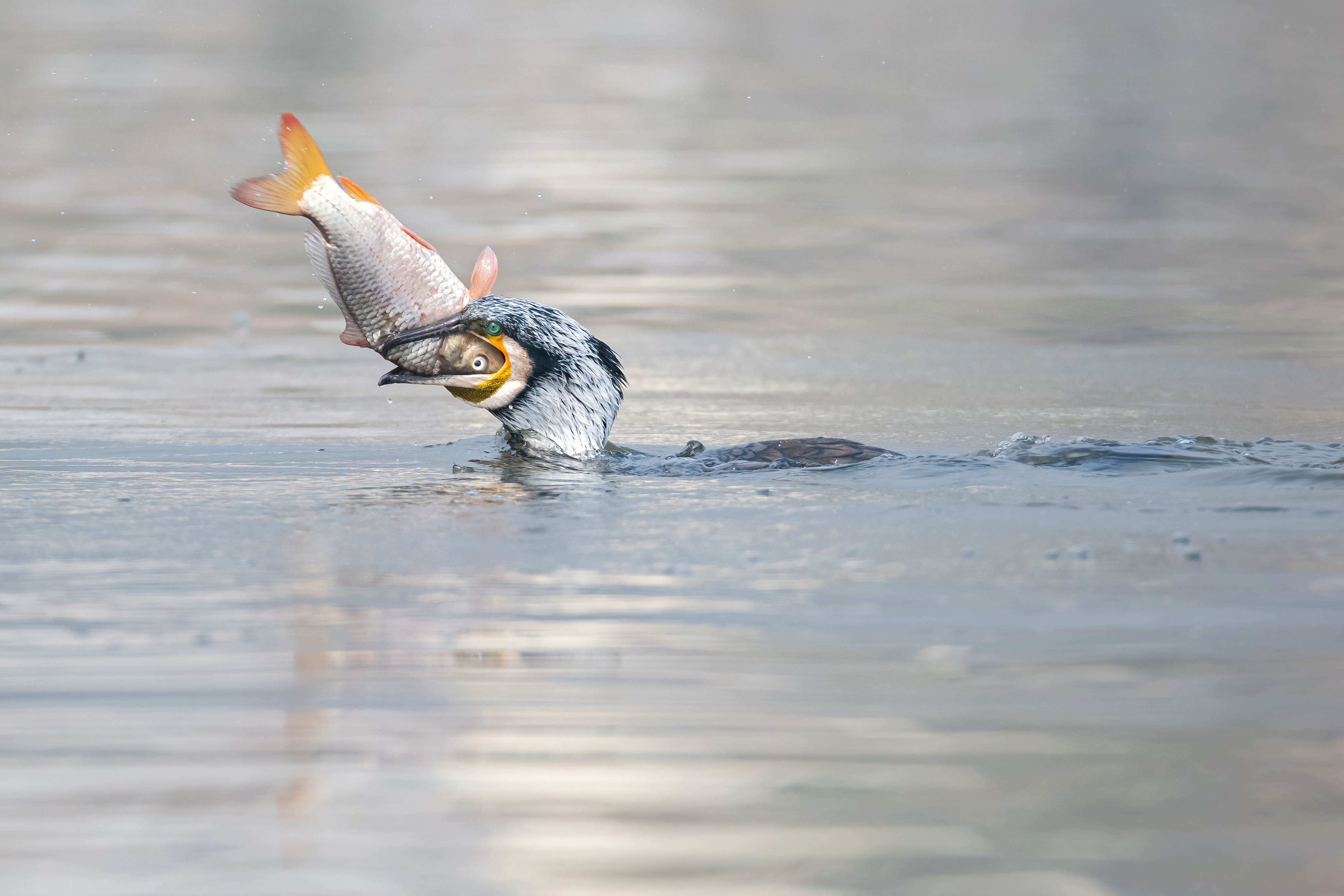
الغاقة الكبيرة تبتلع أسماك المبروكة
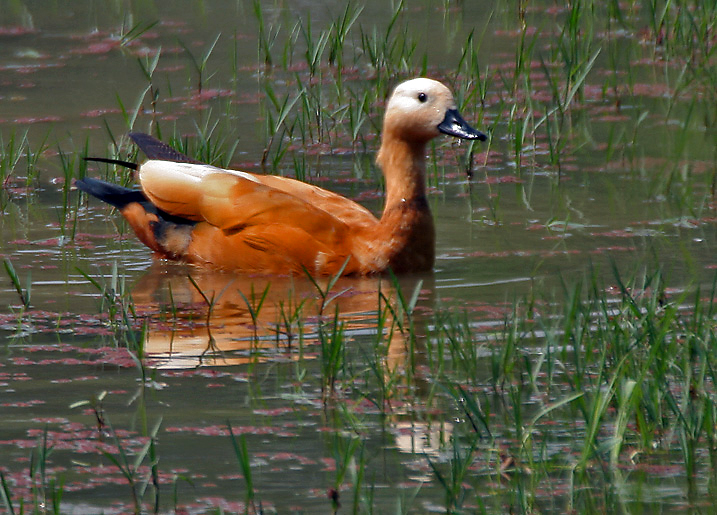
شهرمان أمغر
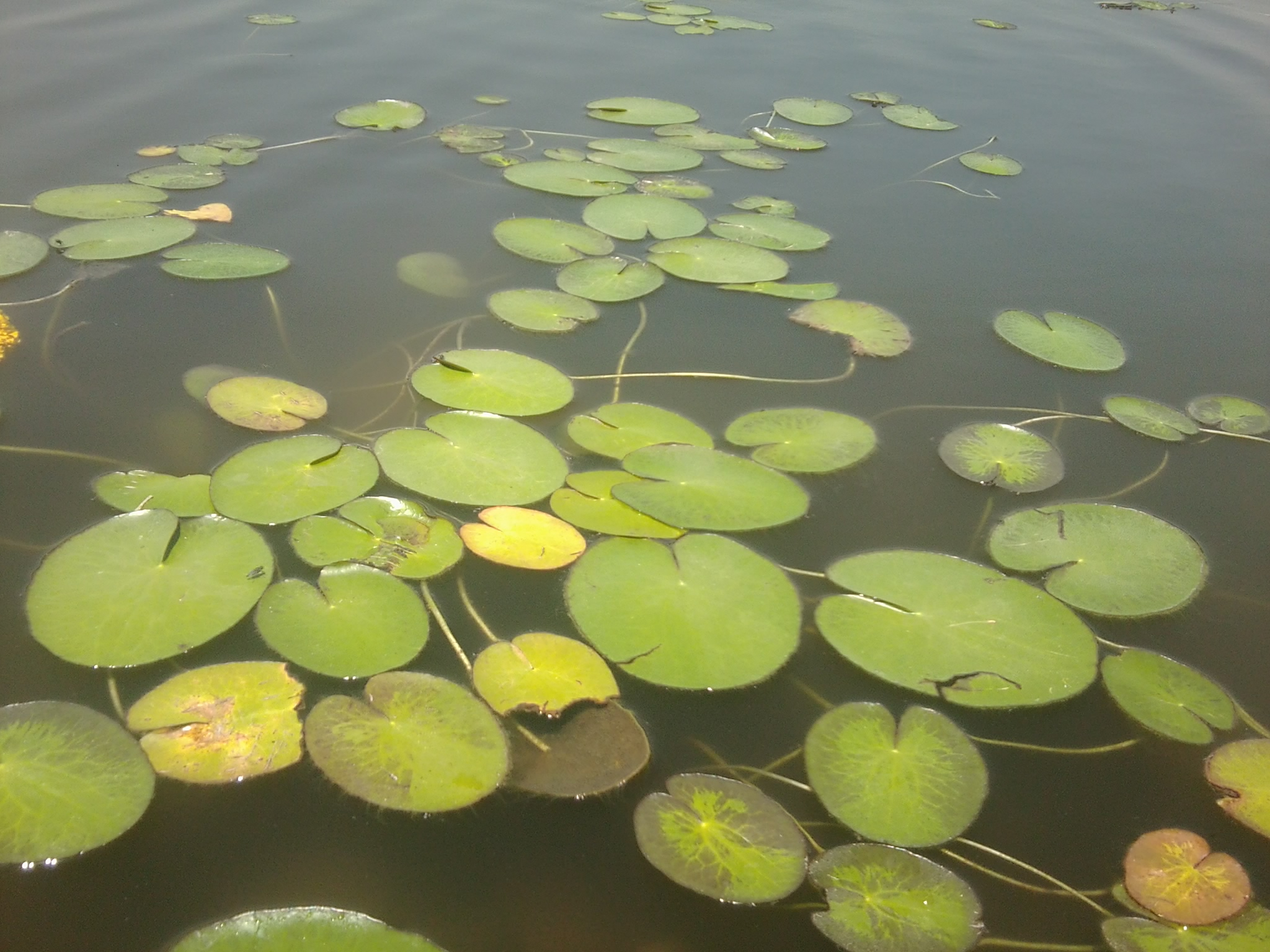
نبات اللوتس ينمو في بحيرة تاوداها
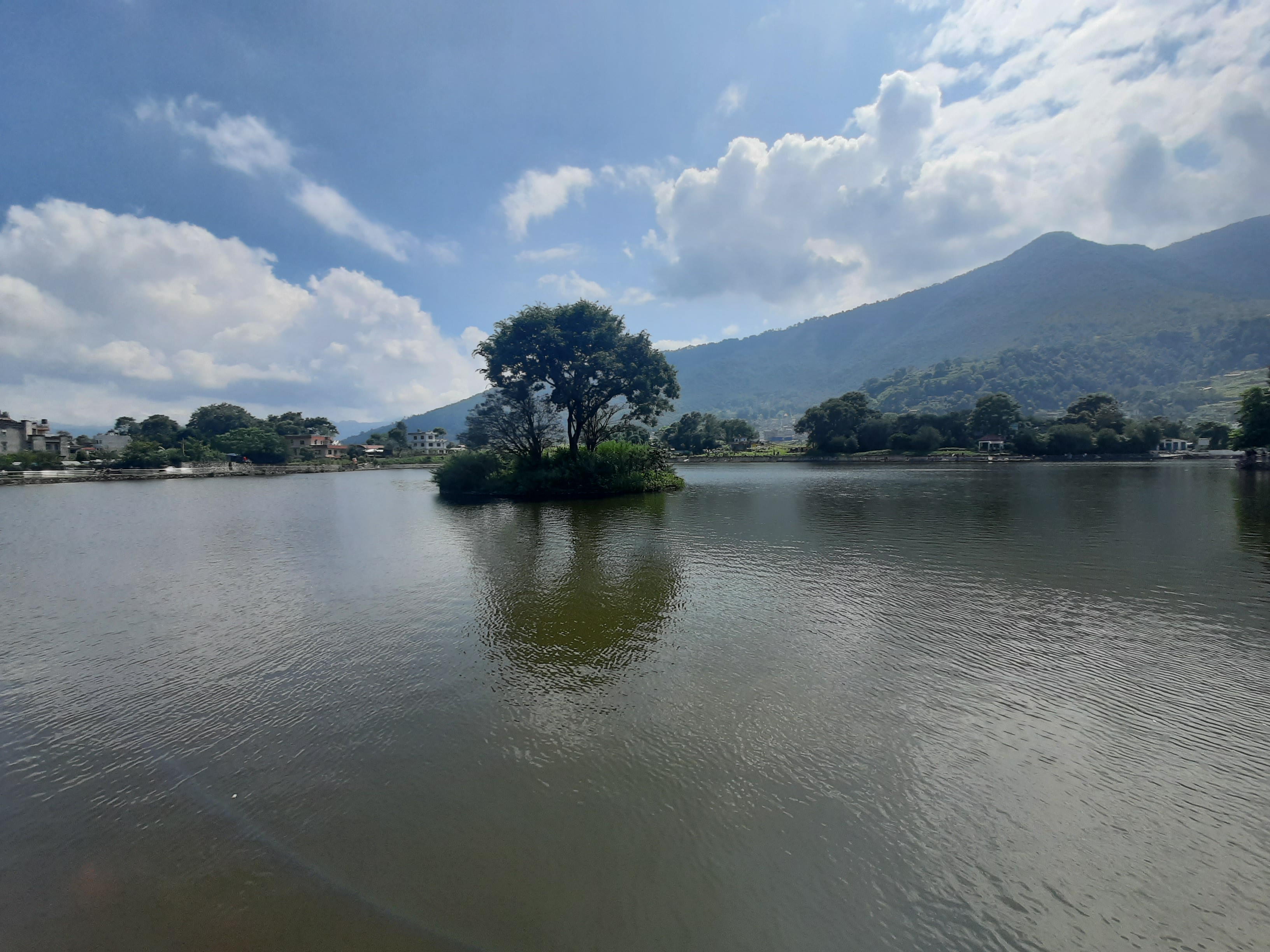
منظر لبحيرة تاوداها

## وصلات خارجية
- المجلة الدولية للبحث والتطوير متعدد التخصصات، قائمة مرجعية لطيور بحيرة تاوداها في كاتماندو، نيبال، 28 مايو 2018